# Antonella Tavassi La Greca
Antonella Tavassi La Greca (Napoli, 1951 – Roma, 2008) è stata una scrittrice italiana.
Ha vinto il premio Fregene per la narrativa 2004. Studiosa di storia romana, se ne è occupata in varie opere, come in La Pedina di Vetro, biografia di Giulia maggiore, la figlia dell'imperatore Augusto che sarà esiliata dal padre a Ventotene, e Le due Agrippine, un romanzo storico le cui tragiche vicende sono ricostruite attraverso le lettere che l'autrice immagina si siano scambiate Agrippina maggiore, il marito Germanico e la loro figlia Agrippina minore (madre di Nerone). Dal primo dei due romanzi venne tratto il testo teatrale La voce di Giulia.
Il romanzo La guerra di Nora, scritto sotto forma di diario, permette di ricostruire una vicenda ambientata negli anni di piombo.

## Opere
- Le due Agrippine, Marsilio Editori, 2001, ISBN 9788831778572
- La guerra di Nora[4], Marsilio Editori, 2003. ISBN 9788831782753
- La voce di Giulia, Di Renzo Editore, 2003, ISBN 9788883230721
- L'anno prossimo a Gerusalemme. Miriam, Veronica e Beatrice, Fausto Lupetti Editore, 2009 ISBN 9788895962238
- La pedina di vetro, Di Renzo Editore, 2019 ISBN 9788883235443